# Magnus Fredrik Ferdinand Björnstjerna
Magnus Fredrik Ferdinand Björnstjerna est un général, écrivain, diplomate et homme politique suédois. Né à Dresde le 10 octobre 1779, il est décédé le 6 octobre 1847 à Stockholm.

## Biographie
Fils d'un secrétaire de légation, il est élevé en Allemagne. Nommé enseigne à 14 ans, il participe et se fait remarquer lors de la guerre de Finlande. En 1809, il est envoyé en mission secrète auprès de Napoléon Ier et en 1812, négocie à Londres la vente de la Guadeloupe. Général (1812), il participe en 1813 aux combats de Großbeeren, Dennewitz et Leipsick et négocie la reddition de Lübeck, Hambourg et Maastricht.
En 1814, il fait partie de l'expédition chargée de faire passer la Norvège sous les lois suédoises.
Baron (1815), lieutenant-général (1820), comte (1826), maréchal (1843), il sera par la suite ambassadeur à Londres de 1828 à 1846.

## Œuvres
On lui doit :
- L'Empire britannique de l'Est (1840)
- Théogonie, philosophie et cosmogonie des Hindous (1843)